# Sorbar
Sorbar ili Srbar je danas napušteno naselje u Hrvatskoj u sastavu Grada Buja. Nalazi se u Istarskoj županiji. 
Ime na talijanskom jeziku je Sorbara.

## Upravna organizacija
Ne pojavljuje se na popisima 2001. ni 2011., ne spominje ga ni Zakon o područjima županija, gradova i općina u Republici Hrvatskoj. ali spominju ga Službene novine Grada Buja br. 08/12 - 27. kolovoza 2012.
Danas je napušteno. Područje ovog naselja upravno pripada naselju Marušićima.

## Zemljopis
Ovo je naziv za područje na Bujštini između Momjana i Marušića (kojima danas pripada), kojemu pripadaju zaselci Črnci, Mikorići, Jurini, Šaini, Trkusi i Paliski.
Nalazi se južno od rijeke Dragonje, sjeverno od Plovanije, istočno od Škrila, zapadno od Bužina, prema prostornom planu Grada Buja.

## Kultura
Bitnije povijesne i umjetničke vrijednosti je crkvica sv. Petra iz 14. stoljeća. Jedina je crkvica s bujskog područja s freskama, koje su slikane u kompozicijskim nizovima. O hrvatskoj nazočnosti u ovim krajevima svjedoče glagoljski grafiti u donjem nizu. Najstariji glagoljski zapis datira iz 1496. godine.

## Stanovništvo
| broj stanovnika |       | 271   |       | 97    | 17    | 12    | 403   | 401   |       |       |       |       |       |       |       |
|                 | 1857. | 1869. | 1880. | 1890. | 1900. | 1910. | 1921. | 1931. | 1948. | 1953. | 1961. | 1971. | 1981. | 1991. | 2001. |

Napomena: Podatci su rekonstruirani tako što su od podataka za naselje Sorbar oduzeti podaci sadašnjih i bivših dijelova, a ostatak je dao podatke za bivše naselje Sorbar. Vidi napomenu pod Marušići. 

### Mrežna sjedišta
- Stjepan Naseljena mjesta: Sadrži popis naseljenih mjesta i matičnih područja za koje se vode državne matice i nazive matičnih ureda u županijama odnosno Gradu Zagrebu, Republika Hrvatska, Ministarstvo uprave